# Дирекција за цивилно ваздухопловство Босне и Херцеговине
Дирекција за цивилно ваздухопловство Босне и Херцеговине је управна организација Министарствa комуникација и транспорта Босне и Херцеговине. Седиште Дирекције је у Бања Луци, има регионалне канцеларије у Сарајеву и Мостару.
Дирекцијa je надлежна и одговорна за обављање функције регулатора и надзора, те издавање дозвола, потврда и сертификата у области цивилног ваздухопловства и контроле летења, као и осталих обавеза сходно законима. Дирекција исто има обавезу да одговори обавезама Босне и Херцеговине као државе чланице Организације међународног цивилног ваздухопловства и потписнице Чикашке конвенције.